# Tour della nazionale maschile di rugby a 15 dell'Irlanda 2012

## Risultati
| Arbitro: | Nigel Owens |

|                                              |      |              |
| 25’, 37’, 43’ Savea 54’ Thomson 77’ C. Smith | mt   | 48’ McFadden |
| 26’, 38’, 45’, 78’ Carter                    | tr   | 48’ Sexton   |
| 5’, 14’, 17’ Carter                          | c.p. | 7’ Sexton    |

| Arbitro: | Nigel Owens |

|                           |      |                           |
| 42’ A. Smith              | mt   | 11’ Murray                |
| 42’ Carter                | tr   | 11’ Sexton                |
| 22’, 30’, 35’, 64’ Carter | c.p. | 20’, 47’, 65’, 69’ Sexton |
| 81’ Carter                | drop |                           |

| Arbitro: | Romain Poite |

|                                                                                              |      |  |
| 6’, 43’ Cane 11’, 18’ S.B. Williams 22’ B. Smith 49’ H. Gear 57’ Messam 62’ Dagg 72’ Thomson | mt   |  |
| 7’, 12’ Cruden 19’ Dagg 44’, 63’, 73’ Barrett                                                | tr   |  |
| 40’ Barrett                                                                                  | c.p. |  |